# Chalid Aziz
Chalid Aziz adh-Dhakir (arabisch خالد عزيز الذاكر, DMG Ḫalid ʿAzīz aḏ-Ḏākir, englische Umschrift: Khaled Aziz al-Thaker; * 14. Juli 1981 in Medina) ist ein ehemaliger saudi-arabischer Fußballspieler. Er gewann fünfmal die saudi-arabische Meisterschaft und nahm an der Weltmeisterschaft 2006 teil.

## Karriere
Adh-Dhakir spielte von 2000 bis 2011 beim saudi-arabischen Hauptstadtclub al-Hilal und errang mit dem Verein fünf nationale Meistertitel und sieben Pokalsiege. 2002 gewann er den asiatischen Pokal der Pokalsieger. Er gilt als harter Mittelfeldspieler, der auch in wichtigen Spielen mit seinem Einsatz schon mal eine rote Karte riskiert.
2004 gab Chalid Aziz adh-Dhakir sein Debüt in der saudi-arabischen Nationalmannschaft. Fest im Team stand er in der Qualifikation für die Qualifikation für die Fußball-Weltmeisterschaft 2006 in Deutschland, wo er sechsmal zum Einsatz kam. Bei der Weltmeisterschaftsendrunde kam er in allen drei Spielen seiner Mannschaft zum Einsatz.
Im Jahr 2011 verließ er al-Hilal und wechselte zunächst zu al-Shabab, ehe er sich al-Nasr FC anschloss. Im Jahr 2012 beendete er seine Laufbahn.

## Titel / Erfolge
- Asian-Cup-Winners'-Cup-Sieger: 2002
- Saudi-arabischer Meister: 2002, 2005, 2008, 2010, 2011
- Saudi-arabischer Pokalsieger: 2003, 2005, 2006, 2008, 2009, 2010, 2011